# Komunistyczna Partia Hondurasu
Komunistyczna Partia Hondurasu (Partido Comunista de Honduras, PCH) – partia komunistyczna w Hondurasie założona w roku 1927. Po 1933 była rozbita na skutek terroru w państwie. Zdelegalizowana, w 1954 reaktywowała działalność w konspiracji, a od 1963 jej członków dotykały prześladowania. Brała udział w międzynarodowych Naradach Partii Komunistycznych i Robotniczych w Moskwie w 1957, 1960 oraz 1969. Organem prasowym partii był biuletyn El Trabajo.